# باشگاه فوتبال دسائو ۰۵
باشگاه فوتبال اس‌وی دسائو ۰۵ یک باشگاه آلمانی است که در شهر دسائو، ایالت زاکسن آنهالت قرار دارد. این تیم در سال ۱۹۴۹ و در اولین دوره جام حذفی آلمان شرقی به مقام قهرمانی رسید.

## جایگاه
این باشگاه در سال ۲۰۰۹ به دسته‌های پایینتر سقوط کرد و امروزه در لیگ‌های منطقه ای و لندسلیگا بازی می‌کند.

## افتخارات
- گالیگا میت
  - قهرمان: ۱۹۳۷، ۱۹۳۸، ۱۹۳۹، ۱۹۴۲، ۱۹۴۳، ۱۹۴۴
    - جام حذفی آلمان شرقی

  - قهرمان: ۱۹۴۹